# Hirsisaari (ö i Södra Savolax, S:t Michel)
Hirsisaari är en ö i Finland. Den ligger i sjön Saimen och i kommunen Puumala i den ekonomiska regionen  S:t Michel och landskapet Södra Savolax, i den södra delen av landet, 220 km nordost om huvudstaden Helsingfors. Öns area är 25,8 hektar och dess största längd är 1 kilometer i sydöst-nordvästlig riktning.